# Субективна валидизация
Субективната валидизация (валидизация – потвърждаване, утвърждаване), понякога наричана личностен валидизационен ефект, е когнитивна склонност, при която човек разглежда твърдение или друг вид информация за правилни, ако има някакво лично значение или значимост за него , или защото смята, че притежава именно правилната информация. С други думи, човек, чието мнение е повлияно от субективната валидизация ще възприеме две несвързани събития (тоест съвпадение) за свързани, защото личната му вяра изисква те да бъдат свързани. Това е близко до ефекта на Форер и субективната валидизация е важен елемент в студеното четене. Смята се за главната причина зад повечето съобщения за паранормалните феномени.